# Wehe (Rahden)
Wehe ist ein Ortsteil der Stadt Rahden. Die Ersterwähnung findet sich in einer Urkunde vom 5. April 1243. Bekannt ist die Weher Bockwindmühle, ein Teil der Westfälischen Mühlenstraße, an der im Sommer regelmäßig Mahl- und Backtage, Führungen und Ausstellungen durchgeführt werden.

## Geschichte

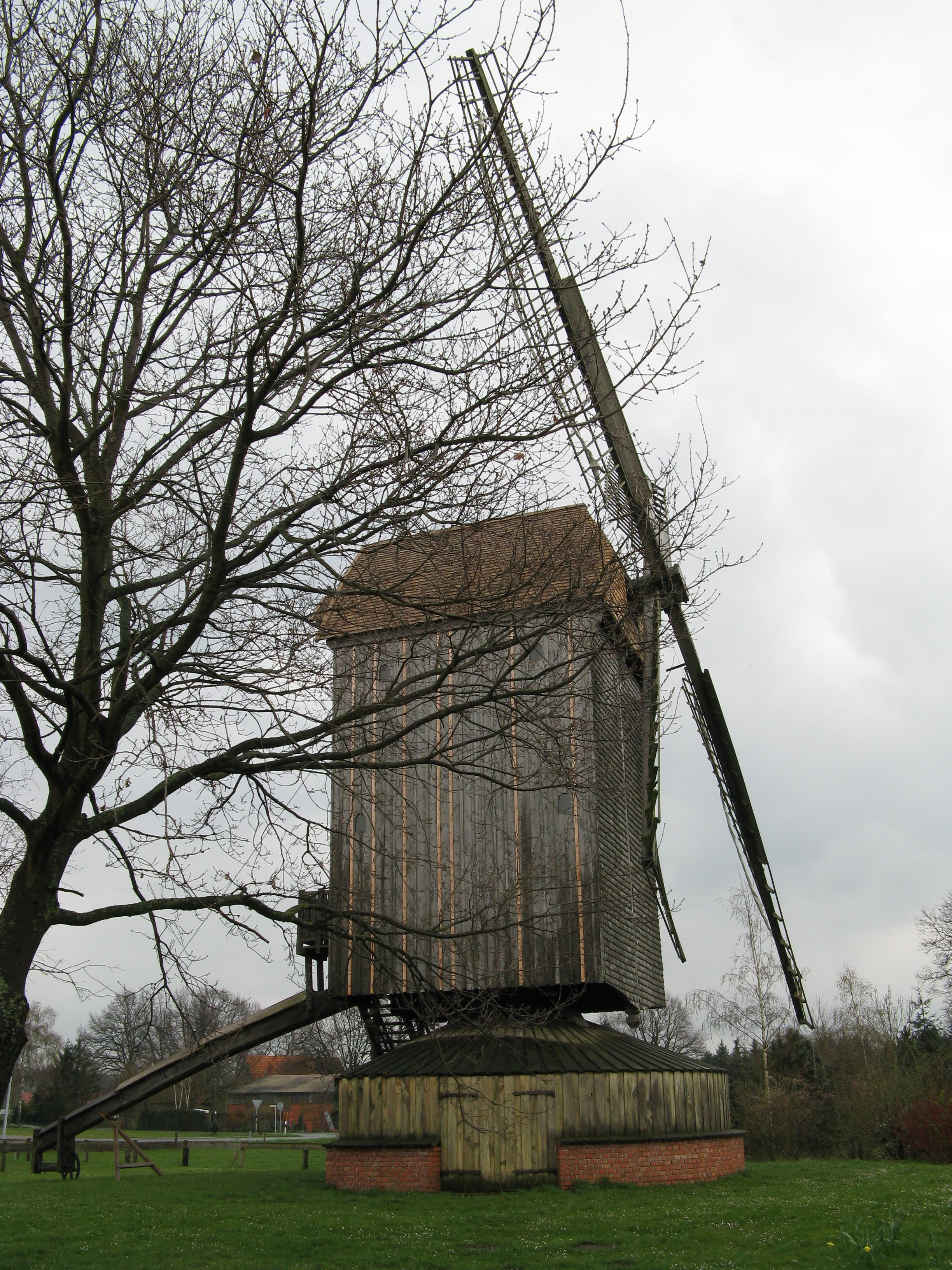
Bockwindmühle

Die Ersterwähnung findet sich in einer Urkunde des Mindener Bischofs Johann von Diepholz, in der das Gut in Husen (Wehe) zum Besitz übereignet wird. Sie ist auf den 5. April 1243 datiert. Bis zur Franzosenzeit gehörte Wehe zur Vogtei Rahden im Amt Rahden des Fürstentums Minden. Von 1807 bis 1810 gehörte der Ort zum Kanton Rahden des napoleonischen Satellitenstaats Königreich Westphalen. Von 1811 bis 1813 gehörte Wehe unmittelbar zu Frankreich und dort zur Mairie Rahden im Arrondissement Minden des Departements der Oberen Ems.
1816 kam der Ort zum neuen Kreis Rahden, aus dem 1832 der Kreis Lübbecke wurde. Am 1. Mai 1858 wurden Gebietsteile an die neue Gemeinde Tonnenheide abgetreten. Bis zum 31. Dezember 1972 bildete Wehe eine Gemeinde im Amt Rahden des Kreises Lübbecke. Am 1. Januar 1973 wurde Wehe in die Stadt Rahden eingegliedert.